# Município Bembe
Município Bembe är en kommun i Angola.   Den ligger i provinsen Uíge, i den nordvästra delen av landet, 220 km nordost om huvudstaden Luanda.
I omgivningarna runt Município Bembe växer huvudsakligen savannskog. Runt Município Bembe är det glesbefolkat, med 19 invånare per kvadratkilometer.